# Bogna Sobiech
Bogna Sobiech (* 25. März 1990 in Chorzów, Polen, geborene Bogna Dybul) ist eine polnische Handballspielerin.

## Karriere

### Vereinskarriere
Im Alter von zwölf Jahren begann sie ihre Karriere beim schlesischen Verein Zryw Chorzów. Später wechselte sie zum Erstligisten Ruch Chorzów. Dort entwickelte sie sich zur Stammspielerin und Leistungsträgerin der Mannschaft. Aufgrund ihrer Beziehung zu Fußball-Profi Artur Sobiech, der im Sommer 2011 zu Hannover 96 wechselte, ging sie mit ihm in die Stadt an der Leine. Nach einem Probetraining beim SVG Celle konnte sie keinen Vertrag bekommen, was der Trainer Martin Kahle später als Fehler ansah.
Nach einem weiteren Probetraining beim VfL Wolfsburg, wo sie wegen des internationalen Verbandswechsel-Preises in Höhe von 3000 Euro nicht angenommen wurde, erhielt sie beim Drittligisten TSV Hannover-Burgdorf einen neuen Vertrag. Nach einem halben Jahr verließ Bogna Sobiech Burgdorf und wechselte zum damaligen Zweitligisten VfL Wolfsburg, wo sie kurz zuvor abgelehnt wurde. Wieder, wie beim TSV, konnte sie sich als Stammspielerin durchsetzen, jedoch verließ sie den Klub wieder nach nur einem halben Jahr, nach der Verein keine Lizenz für die neue Saison beantragte.
Daraufhin ging Sobiech zur neuen Saison doch zum Bundesligaabsteiger SVG Celle. Hier entwickelte sich die Außenspielerin zum Leistungsträger und Publikumsliebling. Im Februar 2014 verlängerte sie ihren zum Saisonende auslaufenden Vertrag um ein weiteres Jahr bis zum 30. Juni 2015. Nach zwei Jahren in der zweiten Liga belegte man am Ende der Saison 2013/14 den dritten Rang und stieg somit wieder in die Bundesliga auf. Im Sommer 2015 schloss sie sich dem Drittligisten HSG Hannover-Badenstedt an. 2016 stieg sie mit Badenstedt in die 2. Bundesliga auf. Zur Saison 2017/18 wechselte sie zum Bundesligaaufsteiger HSG Bensheim/Auerbach. In der Saison 2019/20 stand sie beim Ligakonkurrenten Borussia Dortmund unter Vertrag. Danach wechselte sie für eine Saison zu Uskudar Istanbul, der in der türkischen Super League spielt.

### Nationalmannschaft
Bis 2011 absolvierte Bogna Sobiech 30 Länderspiele für die polnische Juniorinnen- und Jugendnationalmannschaft.

## Privates
Sobiech ist in Chorzów geboren und aufgewachsen. Sie besuchte das allgemeinbildende Lyzeum Marii Skłodowskiej-Curie in Chorzów und schloss diese 2009 mit der Hochschulreife ab. Sie ist mit dem Fußballer Artur Sobiech verheiratet. Er hatte sie während seiner Zeit bei Ruch Chorzów kennengelernt. Gemeinsam haben sie eine Tochter.